# Dárcio Arruda
Dárcio Bonifácio Arruda (São Paulo, 29 de maio de 1947) é um jornalista brasileiro.

## Biografia
É pós-graduado em Direito Constitucional pela Pontifícia Universidade Católica (PUC), ex-professor de Legislação nos Meios de Comunicação (FIAM – Faculdades Integradas Alcântara Machado) e delegado de polícia aposentado.
Em 58 anos de jornalismo, passou pelas principais emissoras de Rádio e Televisão: Rádio Difusora, Rádio Tupi, Rádio Cultura, Rádio Bandeirantes, Rádio Capital e Antena 1, todas em São Paulo. Ainda foi diretor de marketing da Pan Filmes, Produções Amacio Mazzaropi e Voice of America (Washington/EUA), correspondente internacional da Rádio Eldorado e de mais vinte emissoras em todo o Brasil.
Na TV Tupi São Paulo, dividia a apresentação do programa A Grande Parada com Ana Maria Braga e comandou o Jet Music. Na TV Cultura, esteve à frente do telejornal A Hora da Notícia, trabalhou com Vladimir Herzog e apresentou o TV2 Pop Show, o primeiro programa de videoclipes da televisão brasileira.
Na Rede Globo, foi apresentador do Bom Dia São Paulo, Jornal Hoje, Jornal das Sete, SPTV e Fantástico. Na Rede Record, comandou o Jornal da Record. Na Rede Bandeirantes, foi apresentador do Jornal Bandeirantes e do especial Guerra do Golfo - Cobertura Total, ao lado do jornalista Newton Carlos, com imagens da CNN.
Já em Miami, nos Estados Unidos, apresentou o telejornal PSN News e foi narrador de golfe e rugby, na PSN. Atualmente, é diretor de jornalismo da rede de tv a cabo, TV+, com sede em  Santo André e emissoras em várias capitais do Brasil. Sob sua responsabilidade estão o telejornal J+ e o Show +, programa de jornalismo de entretenimento.